# Hélio líquido

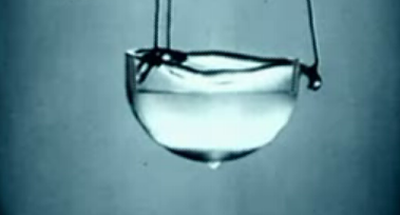
Hélio liquido em um recipiente.

O hélio existe na forma líquida somente a temperaturas extremamente baixas. Seu ponto de ebulição e ponto crítico depende do isótopo do hélio; ver a tabela abaixo para valores. A densidade do hélio-4 líquido em seu ponto de ebulição e a 1 atmosfera (atm) é aproximadamente 0,125 g/mL
O hélio-4 foi liquefeito pela primeira vez em 10 de julho de 1908 pelo físico holandês Heike Kamerlingh Onnes. Hélio-4 líquido é usado como um refrigerante criogênico; é produzido comercialmente para uso em magnetos supercondutores tais como aqueles usados em IRM ou RMN. É liquefeito usando-se o ciclo Hampson-Linde.

As temperaturas requeridas para liquefazer o hélio são baixas devido à fraqueza da atração entre os átomos de Hélio. As forças intramoleculares são fracas, primeiramente, porque o Hélio é um gás nobre, mas a atração interatômica é reduzida ainda mais por efeitos quânticos, os quais são importantes no Hélio em função de sua pequena massa atômica. A energia de ponto zero do líquido é menor se os átomos estiverem menos aglutinados por seus vizinhos; portanto o líquido pode reduzir sua energia de estado fundamental aumentando sua distância interatômica. No entanto, à essa maior distância, o efeito das forças intramoleculares é ainda mais fraco.
Devido às fracas forças intermoleculares, o Hélio permanece líquido até no zero absoluto, apenas solidificando-se sob grande pressão. A uma temperatura suficientemente baixa, ambos Hélio-3 e Hélio-4 sofrem uma transição a uma fase superfluida (vide tabela abaixo).

O Hélio-3 e o Hélio-4 não são completamente miscíveis abaixo de 0,9 K à pressão de vapor saturada. Abaixo dessa temperatura uma mistura dos dois isótopos sofre separação de fases entre um fluido normal e menos denso, em sua maioria composto de hélio-3 e um superfluido mais denso constituído predominantemente de hélio-4 (isso ocorre pois o sistema pode reduzir sua entalpia com a separação). Em baixas temperaturas, a fase de hélio-4 pode conter até 6% de hélio-3, o que torna possível a existência de refrigeradores de diluição, capazes de atingir temperaturas de poucos milikelvin acima do zero absoluto.
| Propriedades do hélio líquido                                       | Hélio-4 | Hélio-3                       |
| ------------------------------------------------------------------- | ------- | ----------------------------- |
| Temperatura crítica                                                 | 5.2 K   | 3.3 K                         |
| Ponto de ebulição a 1 atm                                           | 4.2 K   | 3.2 K                         |
| Pressão mínima de fusão                                             | 25 atm  | 29 atm at 0.3 K               |
| Temperatura de transição de superfluido a pressão de vapor saturado | 2.17 K  | 1 m K em campo magnético zero |